# Lycoperdina bovistae
Lycoperdina bovistae Fabricius, 1792, è un insetto micetofago dell'ordine dei Coleotteri (sottordine Polyphaga, famiglia Endomychidae).

## Morfologia
L'adulto ha un corpo di pochi millimetri di lunghezza, di profilo ovoidale e leggermente convesso dorsalmente. Il tegumento è glabro, di colore nero lucente e uniforme, con antenne e zampe bruno-rossastre. Le antenne sono moniliformi e relativamente lunghe. Il pronoto ha una forma isodiametrica, con due solchi longitudinali paralleli. Le elitre ricoprono quasi completamente l'addome.

## Distribuzione
È presente in Nordamerica, nelle Isole Britanniche, in diverse regioni dell'Europa, in particolare nelle regioni centrali e settentrionali. In Italia è presente nella Penisola e in Sicilia, mentre è assente in Sardegna.